# Stade (huyện)
Stade là một huyện (Landkreis) ở Niedersachsen, Đức. Các đơn vị giáp ranh (từ phía đông theo chiều kim đồng hồ) là: các huyện Harburg, Rotenburg và Cuxhaven, sông Elbe, và Hamburg.

## Lịch sử
Huyện Stade được lập năm 1932 thông qua việc hợp nhất 3 huyện nhỏ hơn.

## Địa lý
Huyện tọa lạc tại bờ nam sông Elbe, giữa thành phố Hamburg và cửa sông. Biên giới phía tây là sông Oste.

## Các thành phố và đô thị
| Thành phố                                                 | Samtgemeinden | Samtgemeinden | Samtgemeinden |
| --------------------------------------------------------- | --- | --- | --- |
| 1. Buxtehude 2. Stade Đô thị tự do 1. Drochtersen 2. Jork | - 1. Apensen 1. Apensen1 2. Beckdorf 3. Sauensiek - 2. Fredenbeck 1. Deinste 2. Fredenbeck1 3. Kutenholz - 3. Harsefeld 1. Ahlerstedt 2. Bargstedt 3. Brest 4. Harsefeld1 | - 4. Himmelpforten 1. Düdenbüttel 2. Engelschoff 3. Großenwörden 4. Hammah 5. Himmelpforten1 - 5. Horneburg 1. Agathenburg 2. Bliedersdorf 3. Dollern 4. Horneburg1 5. Nottensdorf - 6. Lühe 1. Grünendeich 2. Guderhandviertel 3. Hollern-Twielenfleth 4. Mittelnkirchen 5. Neuenkirchen 6. Steinkirchen1 | - 7. Nordkehdingen 1. Balje 2. Freiburg1 3. Krummendeich 4. Oederquart 5. Wischhafen - 8. Oldendorf 1. Burweg 2. Estorf 3. Heinbockel 4. Kranenburg 5. Oldendorf1 |
|                                                           | 1thủ phủ của Samtgemeinde | | |